# Менчереп
Менчере́п — село в Беловском районе Кемеровской области. Административный центр Менчерепского сельского поселения.

## География
Центральная часть населённого пункта расположена на высоте 226 м над уровнем моря..

## Население
| 2010 |
| ---- |
| 1108 |

### Половой состав
По данным Всероссийской переписи населения 2010 года, в селе Менчереп проживало 1108 человек (542 мужчины, 566 женщин).

## В литературе
Село Менчереп упоминается в романе Юрия Рощина «Ледяное дыхание золота», опубликованном издательством «Подвиг» в мае 2017 года.